# Еверет Макгил
Чарлс Еверет Макгил III (енгл. Charles Everett McGill III; рођен 21. октобра 1945, Мајами Бич, Флорида), амерички је позоришни, филмски и ТВ глумац. Најпознатији је по улози Великог Еда Хурлија у серији Твин Пикс (1990–1991) и њеном оживљавању 2017. године.
Глумио је у филмовима Рат за ватру (1981), Дина (1984), Сребрни метак (1985), Дозвола за убијање (1989), Људи под степеницама (1991), Под опсадом 2: Мрачна територија (1995), као и филму Твин Пикс: Ватро, ходај са мном (1992), али су његове сцене исечене.